# Gränichen
Gränichen (schweizertyska: Gräniche) är en ort och kommun i distriktet Aarau i kantonen Aargau, Schweiz. Kommunen har 8 625 invånare (2023).